# 沃爾登鎮區 (明尼蘇達州波普縣)
沃爾登鎮區（英語：Walden Township）是位於美國明尼蘇達州波普縣的一個行政鎮區。

## 地方資料
沃爾登鎮區的面積為92.26平方千米，當中陸地面積為85.11平方千米，而水域面積為7.15平方千米。根據2020年美國人口普查的數據，當地共有人口185人，而人口密度為每平方千米2.01人。